# Convoluzione di Dirichlet
In matematica, la convoluzione di Dirichlet (o prodotto di convoluzione), il cui nome si deve a Johann Peter Gustav Lejeune Dirichlet, è un'operazione binaria definita per le funzioni aritmetiche; la sua importanza è dovuta alle numerose applicazioni in teoria dei numeri.
La convoluzione di Dirichlet di due funzioni aritmetiche {\displaystyle f(n)} e {\displaystyle g(n)} è definita come:
{\displaystyle (f*g)(n)=\sum _{d|n}f(d)g(n/d)}
dove la somma si intende estesa a tutti i divisori d di n. Una scrittura equivalente è la seguente:
{\displaystyle \left(f*g\right)\left(n\right)=\sum _{d_{1}d_{2}=n}f\left(d_{1}\right)g\left(d_{2}\right)}

## Proprietà
- Se le due funzioni aritmetiche sono funzioni moltiplicative, allora lo è anche il loro prodotto di convoluzione. Tuttavia, se le due funzioni sono completamente moltiplicative, in generale non lo è il loro prodotto.
- f * g = g * f (proprietà commutativa)
- (f * g) * h = f * (g * h) (proprietà associativa)
- f * (g + h) = f * g + f * h (proprietà distributiva)
- f * ε = ε * f = f, dove ε è la funzione definita come ε(n) = 1 se n = 1 ed ε(n) = 0 se n > 1.
- Per ogni f per cui f(1) ≠ 0 esiste una funzione g tale che f * g = ε. g è chiamato inverso di Dirichlet di f.
- In particolare, ogni funzione moltiplicativa f possiede un inverso di Dirichlet g, il quale è moltiplicativo.

Con le operazioni di addizione e convoluzione di Dirichlet, l'insieme forma un anello commutativo la cui identità moltiplicativa è ε, chiamato anello di Dirichlet (non è un campo perché non tutte le funzioni aritmetiche hanno il loro inverso di Dirichlet). Le unità di questo anello sono le funzioni aritmetiche f tali che f(1) ≠ 0.
Inoltre, le funzioni moltiplicative con la convoluzione formano un gruppo abeliano con elemento neutro ε. Vedi la voce Funzione moltiplicativa per una lista delle relazioni di convoluzione che mettono in correlazione funzioni moltiplicative importanti.
Se f è una funzione aritmetica, si definisce la funzione generatrice della serie di Dirichlet come:
{\displaystyle DG(f;s)=\sum _{n=1}^{\infty }{\frac {f(n)}{n^{s}}}}
per quegli argomenti complessi s per cui la serie converge (se esistono). La moltiplicazione delle serie di Dirichlet è compatibile con la convoluzione di Dirichlet nel senso che segue:
{\displaystyle DG(f;s)DG(g;s)=DG(f*g;s)\,}
per tutti gli s per cui esiste il membro di sinistra. Ciò è analogo al teorema di convoluzione se si pensa alla serie di Dirichlet come ad una trasformata di Fourier.